# Egypt Lake-Leto
Egypt Lake-Leto är en ort (CDP) i Hillsborough County, i delstaten Florida, USA. Enligt United States Census Bureau har orten en folkmängd på 35 282 invånare (2010) och en landarea på 15,3 km².